# Rodrigo Possebon
Rodrigo Pereira Possebon (1989. február 13., Sapucaia do Sul, Rio Grande do Sul) brazil labdarúgó, aki legutóbb középpályásként játszott a V.League 1-es csapatában, a Hồ Chí Minh Cityben.

## Pályafutása
Possebon az Internacional ificsapatában kezdte pályafutását, ahol a Manchester United Brazíliában élő megfigyelője, John Calvert-Toulmin figyelt fel rá, miközben Fábio da Silva és ikertestvére, Rafael játékát követte figyelemmel.
A United 2008 januárjában igazolta le. Munkavállalási engedélyre nem volt szüksége, mivel apja olasz származású, így rendelkezik olasz útlevéllel. Possebon a 34-es mezszámot kapta meg, mely előtte Ryan Shawcrossé volt. A Premier League-ben először 2008. augusztus 17-én lépett pályára, amikor csereként váltotta Ryan Giggst egy Newcastle United elleni meccsen.
2008. szeptember 23-án a Ligakupában lehetőséghez jutott a Middlesbrough ellen. Azon a találkozón Emanuel Pogatetz brutális belépője után hordágyon kellett levinni a pályáról, a vétkes azonnal piros lapot kapott. Eleinte félő volt, hogy eltört a lába, de később ezt a Manchester United hivatalosan cáfolta. 2008. október 22-én játszhatott először sérülése után. A United tartalékai között lépett pályára a Manchester City ellen.
Possebon 2009. február 13-án debütált az FA-kupában, a 72. percben Cristiano Ronaldo cseréjeként lépett pályára a Derby County elleni ötödik fordulóban. 2009. március 1-én megszerezte második trófeáját az angol labdarúgásban, miután tagja volt a Manchester United csapatának, ami büntetőkkel 4–1-re legyőzte a Tottenham Hotspurt. Korábban tagja volt annak a csapatnak, ami megnyerte a 2008-as angol szuperkupát.
2010. augusztus 19-én a Santos bejelentette, hogy megállapodtak Possebonnal a Manchester Unitedtől való átigazolásáról.
Miután elhagyta a Santost, Possebon két év alatt öt különböző klubnál sikertelenül próbálkozott kerettagságot szerezni, mielőtt két évre visszalépett a labdarúgástól. Távozását követte a Santostól egy rövid ideig az olasz Vicenza csapatában szerepelt, de egyszer se lépett pályára. Ezt követően visszatért Brazíliába, hogy csatlakozzon a Criciúmához, ahol 9 mérkőzésen lépett pályára.
2017-ben Possebon csatlakozott a Passo Fundóhoz. A 2017-es Campeonato Gaúchon nyolcszor játszott a klubban, kiestek a Série A2-be. 2018. január 7-én a vietnami Hồ Chí Minh Cityvel írt alá szerződést. Egy hónappal később, 2018. február 22-én a bajnoki szezon kezdete előtt felbontották szerződését. 

## Eredményei
- U20-as brazil bajnokság (1): 2006
- FA Community Shield (1): 2008
- UEFA-szuperkupa (1): 2008-2009
- Campeonato Paulista (1): 2011
- Copa Libertadores (1): 2011

## Külső hivatkozások
- Rodrigo Possebon pályafutásának statisztikái a Soccerbase oldalon (angolul)

- Rodrigo Possebon profilja a ManUtd.com-on